# فرودگاه شهری گرینزبورو
فرودگاه شهری گرینزبورو (به انگلیسی: Greensboro Municipal Airport) یک فرودگاه همگانی بهره‌برداری هوایی است که یک باند فرود آسفالت دارد و طول باند آن ۱۰۶۵ متر است. این فرودگاه در شهر گرینزبرا، آلاباما کشور ایالات متحده آمریکا قرار دارد و در ارتفاع ۵۵ متری از سطح دریا واقع شده‌است.